# Saint-Pamphile
Saint-Pamphile är en stad (kommun av typen ville) i provinsen Québec i Kanada. Den ligger i regionen Chaudière-Appalaches, i den sydöstra delen av landet, 500 km öster om huvudstaden Ottawa.